# Stephen Daldry
Stephen David Daldry, CBE (Dorset, 2 mei 1961) is een Brits film- en theaterregisseur. Hij heeft voor zijn werken driemaal een Academy Award-nominatie gekregen en Tony Awards gewonnen.

## Biografie

### Jonge jaren
Daldry werd geboren als zoon van bankdirecteur Patrick Daldry en zangeres Cherry Thompson. Toen Daldry 14 was, stierf zijn vader aan de gevolgen van kanker.
Daldry volgde een opleiding aan de universiteit van Sheffield, waar hij voorzitter was van de Chairman of SuTCo (Sheffield University Theatre Company). Na zijn studie ging hij in de leer bij het Crucible Theatre. Tevens trainde hij aan de East 15 Acting School in Londen.

### Carrière
Daldry begon zijn carrière in het Crucible Theatre, waar hij samen met Clare Venables veel producties regisseerde. Verder was hij actief als regisseur in het Manchester Library Theatre, Liverpool Playhouse, Stratford East, Oxford Stage, Brighton, het Edinburgh Fringe Festival, Gate Theatre, London (1989-92) en Royal Court Theatre (1992-98). Hij won als theaterregisseur prijzen op zowel Broadway als West End.
Daldry maakte zijn debuut als filmregisseur met Billy Elliot. Zijn volgende film was The Hours, waarvoor Nicole Kidman een Academy Award won voor beste actrice. Daldry regisseerde tevens een musicalversie van de film Billy Elliot: Billy Elliot the Musical. Dit leverde hem in 2009 een Tony Award op voor beste regisseur van een musical.
Daldry maakte een filmversie van The Reader, gebaseerd op het gelijknamige boek. Daldry wilde in 2005 tevens een verfilming maken van Michael Chabons roman The Amazing Adventures of Kavalier & Clay, maar dit project werd meerdere malen afgeblazen en opnieuw opgestart.

### Persoonlijk leven
Daldry trouwde in 2001 met Lucy Sexton. Samen hebben ze een dochter, Annabel Clare, geboren in 2003.

## Werken

### West End
Royal Court Theatre
- A Number
- Far Away
- Via Dolorosa
- Rat in the Skull
- Body Talk
- The Kitchen
- The Editing Process
- Search and Destroy

Royal National Theatre
- An Inspector Calls
- Machinal

Gate Theatre
- Damned for Despair
- The Fleisser Plays
- Figaro Gets Divorced

Overig
- Billy Elliot the Musical - Victoria Palace

### Broadway
- Billy Elliot the Musical Okt 16, 2008 - ?
- Via Dolorosa Mar 18, 1999 - juni 13, 1999
- An Inspector Calls Apr 27, 1994 - mei 28, 1995

### Filmografie
- 1998: Eight
- 2000: Billy Elliot
- 2001: The 'Billy Elliot' Boy
- 2002: The Hours
- 2008: The Reader
- 2009: The Amazing Adventures of Kavalier & Clay
- 2011: Extremely Loud & Incredibly Close
- 2014: Trash
- 2021: Together

## Prijzen en nominaties
Gewonnen
- 1993: Laurence Olivier Award voor Best Director of a Play – An Inspector Calls
- 1994: Drama Desk Award voor Outstanding Director of a Play – An Inspector Calls
- 1994: Laurence Olivier Award voor Best Director of a Play – Machinal
- 1994: Tony Award voor Best Direction of a Play – An Inspector Calls
- 2000: BAFTA Award for Best British Film – Billy Elliot
- 2002: Vancouver Film Critics Circle Best Director – The Hours
- 2009: Tony Award voor Best Direction of a Musical - Billy Elliot the Musical

Nominaties
- 2000: Academy Award voor Beste Regisseur – Billy Elliot
- 2000: BAFTA Award Best Director – Billy Elliot
- 2001: César voor Beste Buitenlandse Film – Billy Elliot
- 2002: Directors Guild of America Award voor Outstanding Directing – Motion Pictures – The Hours
- 2002: Golden Globe voor Best Director – Motion Picture – The Hours
- 2002: Satellite Award voor Beste Regisseur – The Hours
- 2002: Academy Award voor Beste Regisseur – The Hours
- 2002: BAFTA Award voor Beste Britse Film – The Hours
- 2002: BAFTA Award voor Beste Regisseur – The Hours
- 2004: César voor Beste Buitenlandse Film – The Hours
- 2008: Academy Award voor Beste Regisseur – The Reader
- 2008: BAFTA Award voor Beste Regisseur – The Reader
- 2008: Golden Globe voor Best Director of a Motion Picture – The Reader
- 2008: Satellite Award voor Beste Director – The Reader